# Ха-Тнуа ха-йерука
Ха-Тнуа ха-йерука (ивр. התנועה הירוקה‎ — Зелёное движение) — экосоциалистическая левоцентристская партия Израиля 
Green Zionism. «Зелёное движение» объединяет активистов, организаторов, членов городских советов, членов парламента, мыслителей и учёных, которые разделяют мнение, что социально-экологическая программа должна быть центральной в израильском политическом дискурсе.

## Лидеры
Председатель движения и его основатель — Эран Бен Ямини, основатель студенческого движения «Магама Ярука».
Следующий по списку — Алон Таль, основатель организации «Адам Тева ве-Дин» (Человек, природа и закон), получивший награду Министерства по охране окружающей среды за защиту природы.
За ними следует Ирис Гаан из «Общества охраны природы», Хусейн Тарбия (основатель «Объединения городов для защиты окружающей среды») и Яэль Коен-Фарен, основатель и председатель «Израильского энергетического форума».
Директор — Шай Голуб, из основателей движения, бывший спикер «Магама Ярука».
На ближайших выборах (сентябрь 2019) партия выступит в списке Ха-махане ха-демократи.

## Платформа
- Экология — улучшение уровня жизни путём увеличения вложений в экологически чистый общественный транспорт, сохранение чистого воздуха посредством использования возобновляемой энергии, продвижение экономии в потреблении электричества и отмена строительства новых загрязняющих угольных электростанций.
- Образование и общество — усиление системы общественного образования, изменение статуса учителей, внедрение программы, направленной поддержку школ периферии. Установка цели уменьшения бедноты, восстановление систем здравоохранения и социального обеспечения, прекращение обеднения пенсионных фондов. Борьба за свободу личности и свободу слова, а также действияm направленные против разрыва между религиозными и светскими. Принцип равенства между мужчинами и женщинами в государственных учреждениях и во внутри движения.
- Политика — продвижение мирного решения по принципу «Два государства для двух народов», учитывая безопасность Израиля и региональное сотрудничество в вопросах экологии, планирования и водных ресурсов.
- Технология — сокращение «цифрового разрыва», продвижение доступности, нейтральности в Интернете, свободного ПО, свободных стандартов, свободных материалов в системах образования.

Сайт «Ynet.com» (Едиот Ахронот) отмечает, что «Зелёное движение» — единственная партия, в платформе которой есть целый раздел, посвящённый экологии, сформулированный профессионалами в соответствующей области.

## Выборы в Кнессет 18-го созыва
Перед выборами 2009 года в Кнессет 18-го созыва «Зелёное Движение» и левосионистская партия «Меймад» создали общий блок, который набрал 27 737 (0,82 %) голосов и не преодолел электоральный барьер.

## Выборы в Кнессет 19-го созыва
Перед выборами 2013 года в Кнессет 19-го созыва «Зелёное Движение» присоединилось к списку Ха-Тнуа во главе с Ципи Ливни.